# Nikolaj Aleksandrovič L'vov
Nikolaj Aleksandrovič L'vov (in russo Николай Александрович Львов?; Cherenchitsy, 4 maggio 1753 – Mosca, 21 dicembre 1803) è stato un architetto, poeta ed etnografo russo dell'Età dei lumi.

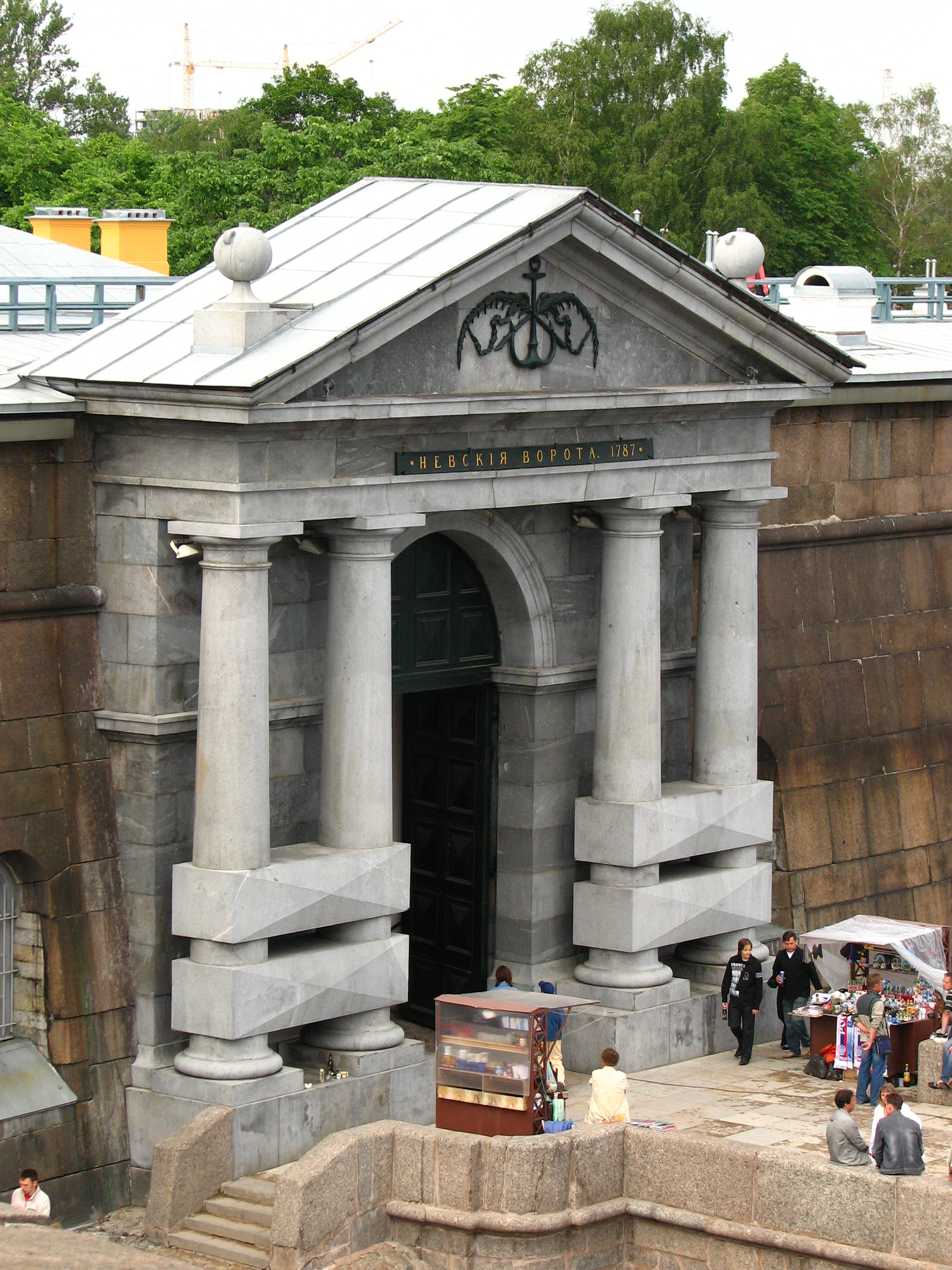
Il portale sulla Neva della fortezza di Pietro e Paolo

Lvov era un uomo universale che contribuì in diversi campi, dalla geologia alla storia, le arti visive e la poesia, ma è principalmente conosciuto come architetto e etnografo.
Come architetto appartenne alla seconda generazione dell'architettura neoclassica, dal punto di vista stilistico era molto vicino a Giacomo Quarenghi.
Nel 1798 aveva pubblicato il primo volume del suo Russky Pallady che era una traduzione riadattata de I quattro libri dell'architettura di Andrea Palladio.

## Biografia
A quindici anni, dopo la morte del padre, si trasferì a Pietroburgo, dove nel 1759 entrò nel Reggimento Preobraženskij, e conseguì i suoi studi, apprendendo diverse lingue straniere quali il francese, tedesco, spagnolo e italiano. Dal 1771 fino al 1775 fu nominato, grazie alla sua conoscenza delle lingue, corriere diplomatico del Collegio degli Affari esteri ed ebbe modo di viaggiare in tutta Europa. Lo stesso anno, abbandonata la carica, si riunì con la sua famiglia; ma l'anno successivo tornò alla vita da diplomatica e riprese i suoi viaggi. A Parigi frequentò con assiduità il teatro e stabilì una buona amicizia con il poeta Ivan Ivanovič Chemnicer e con la famiglia Bakunin.

## Opere
- Il portale sulla Neva della fortezza di Pietro e Paolo, San Pietroburgo progettato nel 1780 e realizzato nel 1784–1787 dove utilizzò l'Ordine tuscanico.
- Chiesa della Trinità a Pietroburgo (1785-1787)
- Chiesa di San Giuseppe a Mogilev distrutta nel 1937